# ويليام ألين (كاتب سير)
ويليام ألين (بالإنجليزية: William Allen)‏ هو كاتب سير أمريكي، ولد في 2 يناير 1784 في بيتسفيلد في الولايات المتحدة، وتوفي في 16 يوليو 1868 في نورثهامبتون في الولايات المتحدة.